# The Windshield Wiper
The Windshield Wiper ist ein spanisch-US-amerikanischer Animations-Kurzfilm von Alberto Mielgo aus dem Jahr 2021. Er wurde bei der Oscarverleihung 2022 als Bester animierter Kurzfilm ausgezeichnet.

## Handlung
In einem Café fragt ein Kettenraucher, was Liebe sei. In mehreren Vignetten wird versucht, die Frage zu beantworten. Unter anderem sieht man einen Mann und eine Frau, die nebeneinander beim Einkaufen Tinder bedienen und dann vorgeschlagen bekommen, sich kurz anzusehen und weiterzuwischen. Ein Betrunkener baggert eine Schaufensterpuppe an. Ein Pärchen am Strand genießt die Sonne. Ein älteres Ehepaar wird durch den Tod getrennt. Am Ende beantwortet der Mann die Frage mit: „Liebe ist eine Geheimgesellschaft.“

## Hintergrund
The Windshield Wiper wurde im Keyframe-Verfahren computeranimiert, während die Hintergründe digital gezeichnet wurden.
Der Film hatte seine Premiere bei den Internationalen Filmfestspielen von Cannes 2021 in der Directors’ Fortnight.